# Ravne pri Mlinšah
Ravne pri Mlinšah so naselje med Mlinšami in Zasavsko Sveto goro v Občini Zagorje ob Savi .